# Кричеватка
Кричева́тка (бел. Крычаватка) — деревня в составе Рясненского сельсовета Дрибинского района Могилёвской области Республики Беларусь.

## Население
- 1999 год — 63 человека
- 2010 год — 23 человека